# Нічний ринок Нанья
25°00′23″ пн. ш. 121°27′14″ сх. д. / 25.0064° пн. ш. 121.454° сх. д.
Нічний ринок Нанья (кит. трад.: 南雅夜市; піньїнь: Nányǎ Yèshì) або нічний ринок Баньцяо — нічний ринок у районі Баньцяо, Новий Тайбей, Тайвань.

## Архітектура
Нічний ринок, розташований на перехресті вулиць Нанья Іст Роуд і Нанья Саут Роуд, є найбільшим у Баньцяо. Ринок має воронкоподібну форму з широким входом і вузькою алеєю до центру.

## Особливості
Нічний ринок пропонує широкий вибір їжі та дешевих товарів. Він також містить багато місць продажу модних товарів та ігор.

## Транспорт
До нічного ринку можна дійти пішки на південний захід від станції Fuzhong тайбейського метро.